# Hôtel d'Albertas (Apt)
Pour les articles homonymes, voir D'Albertas.
L'hôtel d'Albertas est un hôtel particulier du XVIIe siècle de la ville d'Apt, dans le Vaucluse, en France. 

## Histoire
L'hôtel d'Albertas est classé au titre des monuments historiques depuis le 2 novembre 1991. Le monument est actuellement la propriété de la famille Sabatier, qui entreprit, dans les années 2000 des rénovations. Ces dernières ont reçu le premier prix de la fondation Sotheby’s.

## Description
Les décors de certaines salles sont en gypserie, et certains plafonds sont peints de fresques dorées, de styles baroques.